# Decaisnina
Decaisnina é um género botânico pertencente à família Loranthaceae.